# Tilbury Juxta Clare
Tilbury Juxta Clare – wieś w Anglii, w hrabstwie Essex, w dystrykcie Braintree. Leży 34 km na północ od miasta Chelmsford i 76 km na północny wschód od Londynu.